# Alexander Siebeck
Alexander Siebeck (Lipcse, 1993. november 3. –) német labdarúgó, jelenleg a Wiener Neustadt csapatában szerepel kölcsönben a Karlsruher SC csapatától

## Pályafutása
Az 1. FC Lokomotive Leipzig csapatában nevelkedett, majd 2009-ben csatlakozott az RB Leipzig akadémiájához. 2012. október 3-án a második csapatban is debütált. A BSG Chemie Leipzig csapata ellen kezdőként lépett pályára, majd Tino Vogel lecserélte a 66. percben Eric Daubitzra.2013. május 12-én debütált az első csapatban az FSV Zwickau csapata ellen a 0-0-s döntetlennel végződő negyedosztályú mérkőzésen, a 46. percében váltotta Tom Nattermannt.
A következő szezonban alapembere lett a második csapatnak. Az első bajnoki mérkőzésen a Radebeuler BC ellen megszerezte első gólját a 10. percben. A szezon során még 27 bajnokin lépett pályára és 9 gólt szerzett. A 2014-15-ös szezonban továbbra is maradt a csapatnál. 2014. október 12-én az Erzgebirge Aue II elleni bajnoki mérkőzésen duplázott. 2015. január 17-én a felnőtt csapat színeiben pályára lépett a Berliner AK 07 elleni felkészülési mérkőzésen, majd a mérkőzés 68. percében megszerezte csapata vezető gólját. Kölcsönben a német Energie Cottbus és az osztrák Wiener Neustadt csapataiban is megfordult.

## Statisztika
2016. június 15-i állapot szerint.
| Klub             | Szezon   | Bajnokság | Bajnokság | Kupa  | Kupa | Ligakupa | Ligakupa | Nemzetközi | Nemzetközi | Összesen | Összesen |
| Klub             | Szezon   | Mérk.     | Gól       | Mérk. | Gól  | Mérk.    | Gól      | Mérk.      | Gól        | Mérk.    | Gól      |
| ---------------- | -------- | --------- | --------- | ----- | ---- | -------- | -------- | ---------- | ---------- | -------- | -------- |
| RB Leipzig       | 2012–13  | 2         | 0         | 0     | 0    | —        | —        | —          | —          | 2        | 0        |
| RB Leipzig       | Összesen | 2         | 0         | 0     | 0    | 0        | 0        | 0          | 0          | 2        | 0        |
| RB Leipzig II    | 2013–14  | 6         | 2         | 0     | 0    | —        | —        | —          | —          | 6        | 2        |
| RB Leipzig II    | 2014–15  | 29        | 8         | 0     | 0    | —        | —        | —          | —          | 29       | 8        |
| RB Leipzig II    | 2015–16  | 32        | 8         | 0     | 0    | —        | —        | —          | —          | 32       | 8        |
| RB Leipzig II    | Összesen | 67        | 18        | 0     | 0    | 0        | 0        | 0          | 0          | 67       | 18       |
| Karrier összesen |          | 69        | 18        | 0     | 0    | 0        | 0        | 0          | 0          | 69       | 18       |